# Dritter Finger, linke Hand
Dritter Finger, linke Hand (OT: Third Finger, Left Hand) ist eine US-amerikanische Filmkomödie aus dem Jahr 1940 mit Myrna Loy und Melvyn Douglas. Regie führte Robert Z. Leonard. Für Myrna Loy, die aufgrund ihrer bisherigen Auftritte neben Clark Gable und William Powell den Spitznamen „Die perfekte Ehefrau“ bekommen hatte, war es eine der wenigen Rollen, bei denen sie eine ledige, erfolgreiche Geschäftsfrau spielte.

## Handlung
Margot Sherwood Merrick ist die ebenso hübsche wie erfolgreiche Chefredakteurin eines angesehenen Modemagazins. Um sich die zahlreichen Verehrer vom Leib zu halten, behauptet Margot, verheiratet zu sein. Ihr Plan droht jedoch zu scheitern, als sich der Künstler Jeff Thompson in Margot verliebt. Er macht ihr einen Heiratsantrag und, als er ihr auf die Schliche kommt, behauptet er einfach, Margots angeblich lange verschollener Ehemann zu sein. Die Dinge werden noch komplizierter, als mit Philip Booth ein weiterer Rivale um die Gunst von Margot auf der Bühne erscheint. Allerlei Missverständnisse später, zu denen eine Scheinehe zwischen Margot und Jeff gehört, erkennen die beiden, wie sehr sie sich lieben.

## Hintergrund
Myrna Loy war seit 1925 in Hollywood beschäftigt, doch erst der Wechsel zu MGM 1932 brachte ihr schließlich den Aufstieg zum Star. 1934 und dank Der dünne Mann wurde aus Loy eine der bekanntesten Komödiantinnen. Die Schauspielerin bildete gemeinsam mit William Powell ein beliebtes Leinwandpaar und 1938 wurde Loy bei einer nationalen Umfrage zur „Queen of Hollywood“ gewählt, mit Clark Gable als „King“. Mit dem Ende der Dekade begann ihre Karriere jedoch zunehmend an Schwung zu verlieren. Ihre Zugkraft an der Kinokasse ließ nach und das Studio gab sichergeglaubte Rollen wie in Drunter und drüber und Der Draufgänger an Claudette Colbert. Zudem stand mit Rosalind Russell eine Konkurrentin um gute Komödienrollen beim selben Studio unter Vertrag.
Dritter Finger, linke Hand setzt Loy, die in den Augen des Publikums die perfekte Ehefrau war, als unabhängige, beruflich erfolgreiche Geschäftsfrau, als sogenannte „Boss Lady“, ein, ein Typus, der bislang eher mit Stars wie Rosalind Russell oder Jean Arthur in Verbindung gebracht wurde. Die Schauspielerin war sich des abrupten Wechselns von der klassischen Rolle der Leading Lady zum alleinigen Solo-Star durchaus bewusst und meinte in ihrer Biografie:

„In den meisten meiner Filme ergänzte ich den männlichen Charakter, der in der Regel die Handlung trug. Meine Rolle war daher oft nachgeordnet, doch das war das, was ich wollte.“

Das Studio reagierte auf die sehr verhaltene Reaktion der Fans und setzte Loy in den nächsten beiden Filmen wieder als Ehefrau von William Powell ein. Die Hollywood-Produktion war vermutlich der letzte MGM-Film bzw. der letzte US-Film überhaupt, der vor dem Kriegseintritt der USA in den deutschen Kinos lief. Er kam 1940, trotz Mitwirkung des deutsch-jüdischen Emigranten Felix Bressart, in den nationalen Verleih.